# Link 22
Link 22是一种高頻和超高頻频段的安全数字无线电链路，主要作為军队的戰術資料鏈路。
Link 22提供視距外通信。它與空中、地面、地下和地面战术数据系统互连，用于参与国军事单位之间交换战术資訊。Link 22在和平时期、危机和战争期间部署，以支援北约和盟军的战争任务。
Link 22计划最初是由七个国家就谅解备忘录合作开展的。最初的七个国家為加拿大、法国、德国、意大利、荷兰、英国和美国，其中美国担任主办国。之後，西班牙取代荷兰成为其中一個国家。
Link 22的开发是为了取代Link 11并克服其已知的缺陷。Link 22也被设计成与Link 16轻松互补和互通。它采用自动化和简单的管理设计，以确保它比Link 11和Link 16更易于管理。该计划全称为“北約改良型11號鏈路”，英文缩写为“NILE”。NILE系统提供的戰術資料鏈路已正式被指定为Link 22。

## 历史
20世纪80年代末，北约同意需要提高Link 11的性能，并发布了一份任务需求声明，该声明爾後成为建立“北約改良型11號鏈路”计划的基础。该计划在北约标准化协议5522（STANAG 5522）中指定為新的战术消息标准，以增强数据交换并提供新的分层通信架构。北约将这条新的数据链命名为Link 22。
NILE计划由七个国家就谅解备忘录取得资助及开展合作。指导委员会负责控制整个NILE项目。该项目由專案管理辦公室管理，專案管理辦公室位于加州圣地亚哥的海軍資訊戰系統司令部的計劃管理作戰150（PMW 150）辦公室內。專案管理辦公室由每个参与国的一名代表和一名来自美国的專案经理组成。
Link 22的目标
- 取代Link 11，从而消除Link 11的固有限制
- 提高盟军的協同工作能力
- 與Link 16互補
- 提高指挥员的作战能力

从2007年到2009年，德国与德国工业界签订了合同，以增强Link 22固定高頻频率操作的性能和战术能力。实现了三个目标：
- 提高标准化数据速率的稳健性（由 MSN 1-6 定义）
- 无间斷通信范围扩展至1000海里
- 透过额外的高速波形提高吞吐量

2012年，德国向北约和NILE计划提交了新的HF-FF技术，分别供批准和采用。2015年，NILE计划批准采用新的HF-FF技术，预计2016年将提供全面支援。
Link 22系统以系统网络控制器為核心元件和系統中心。该软件作为单一實現存在，由NILE專案管理辦公室制作并归NILE国家所有。为了确保能實現Link 22的向下相容，所有参与者都必须使用此系统网络控制器软件。每个參與国都會获得该软件，并在該国適合的硬件环境中实作。因此，此系统网络控制器不作为商业产品提供，而是由NILE專案管理辦公室向NILE同意銷售的第三方国家提供，并收取年度维护费。
NILE專案管理辦公室于2009年7月出版的“Link 22 指南”提供了对Link 22的概述和介绍。該指南以提供信息的方式为Link 22操作员、规划人员、经理、执行人员、开发人员和测试人员編寫。